# Fred Keup
Fred Keup, né le 15 mai 1980 à Luxembourg (Luxembourg), est un homme politique luxembourgeois, membre du Parti réformiste d'alternative démocratique (ADR).
À la suite du retrait de la vie politique de Gaston Gibéryen, Fred Keup fait son entrée au sein de la Chambre des députés pour la circonscription Sud en date du 14 octobre 2020,,,.

## Biographie

### Formation et activité professionnelle
Originaire de Kehlen, Fred Keup est marié, père de deux enfants et réside à Mamer. Après avoir fait ses études au Lycée Michel-Rodange, il poursuit sa formation dans l'enseignement supérieur à l'Université de Strasbourg pour étudier la géographie. Titulaire d'une maîtrise en géographie, il commence sa carrière professionnelle en tant que professeur de géographie en 2003.
Fred Keup est président du club de football FC Kehlen (en) et est membre du comité de Actioun Lëtzebuergesch (lb) (association pour le soutien de la langue luxembourgeoise).

### Carrière politique

#### Référendum de 2015
Lors de la campagne du Référendum constitutionnel luxembourgeois de 2015 Fred Keup devient, à travers son initiative « Nee2015.lu », l'une des figures principales du rejet du droit de vote pour étrangers pour la Chambre des Députés. Il est considéré comme porte-parole du camp du « non » et chef de file de la campagne du non (en allemand : Der führende Kopf der Nein-Kampagne). Un des moments forts de la campagne est le face-à-face sur RTL Radio Lëtzebuerg opposant Fred Keup à Laura Zuccoli. Après le référendum (où 79 % des électeurs rejettent le doit droit de vote pour les résidents étrangers) l'initiative se renomme « Wee2050 » (Chemin 2050) avec comme sujets principaux le soutien de la langue luxembourgeoise et la croissance démographique qu'il juge démesurée au Luxembourg,. Il se réclame alors être au centre des préoccupations politiques des citoyens (mir sin déi politesch Mëtt). Fred Keup s'engage aussi à renforcer la monarchie luxembourgeoise.

#### Politique nationale
Lors des élections législatives luxembourgeoises de 2018, Fred Keup est candidat dans la circonscription Sud pour l'ADR et se place en troisième position. À la suite du retrait de Gaston Gibéryen, Fred Keup fait son entrée à la Chambre des députés pour la circonscription Sud en date du 14 octobre 2020,,,. Aux élections de 2023, il est tête de liste nationale et est réélu dans le Sud.